# Capilla de Zapopan
El templo de Nuestra Señora de Zapopan, o conocido comúnmente como la capilla de Zapopan, está ubicada en la Zona de Monumentos de la villa de Álamos, en el estado de Sonora, es un templo católico dedicado a la Virgen de Zapopan, mandado a construir por doña Juana Mallén, para venerar a dicha virgen y pedir protección de tempestades y epidemias para los residentes del lugar, y buscar librarse de tragedias que se daban al desbordarse el arroyo proveniente de La Aduana. La devoción a la virgen provino del estado de Jalisco, específicamente de Zapopan. Su construcción finalizó en el año de 1841, mismo año que fue dedicada y bendecida. Actualmente la capilla, es catalogada como Monumento Histórico de la Nación por el Instituto Nacional de Antropología e Historia (INAH).